# H. Briggs
H. Briggs foi um desconhecido tenista inglês, que residia em Paris.
Ganhador do torneio inaugural do Aberto da França de  1891.

## Grand Slam finais

### Simples: 1 (1-0)
| Resultado | Ano  | Campeonato       | Piso   | Oponente     | Placar   |
| Campeão   | 1891 | Aberto da França | Saibro | P. Baigneres | 6–3, 6–2 |